# José Acasuso
José Javier "Chucho" Acasuso (Posadas, Misiones, Argentina; 20 de octubre de 1982) es un exjugador de tenis profesional que obtuvo 3 torneos de ATP en individuales y 5 en dobles. Se destaca por su juego en canchas lentas de tierra batida, basado en su potente derecha y su buen servicio.

## Biografía
Nació en la ciudad de Posadas, y desde muy chico comenzó a practicar tenis en los Clubes Progreso e Itapúa de su ciudad. Recibió el apodo de Chucho por el hecho de que de chico solía decir que su nombre era José Acachucho.
De niño empezó a participar en torneos de tenis provinciales y luego nacionales, en los que compartía categoría con jugadores como David Nalbandián y Guillermo Coria. Conjuntamente con el tenis, practicaba baloncesto, llegando a formar parte de selecciones juveniles de su provincia. Zurdo por naturaleza, Acasuso juega al tenis como un diestro.
A los 15 años tomó la decisión de dejar el básquetbol y dedicarse por completo al tenis. Recibió una ofrecimiento por parte de la Federación Monegasca de Tenis para radicarse en Mónaco y representar a ese país. Acasuso viajó pero volvió a las dos semanas, sin poder adaptarse a la vida lejos de su tierra. A su vuelta se radicó en Buenos Aires bajo las órdenes del entrenador Alejandro Cerúndulo para empezar a competir en el circuito profesional.
Tuvo una rápida inserción en el circuito profesional. En abril de 1999, participó de su primer torneo future en la ciudad de Córdoba y en noviembre de ese mismo año conquistó su primer torneo profesional al adjudicarse el Argentina F4 en la ciudad de Rosario, derrotando en el mismo torneo a David Nalbandián y Guillermo Coria, por entonces campeones júnior del US Open y Roland Garros, respectivamente. Dos semanas después haría su debut en el circuito challenger en el torneo disputado en Buenos Aires. Ese año tuvo también un fugaz paso por el circuito internacional júnior, llegando a jugar el US Open y el Orange Bowl. En su primer año como profesional, Acasuso finalizó en el puesto 256 del ranking mundial.
En el año 2000, Acasuso siguió con su participación en torneos future, llevándose el Argentina F5 en la ciudad de Santa Fe. Poco después empezaría una gira en Europa para jugar sobre torneos challenger abandonando casi definitivamente los torneos future. Ese año conseguiría las semifinales en los challengers de Fürth, Bressanone y Lima y su primera final en el challenger de Montevideo, perdiendo ante Guillermo Coria. Finalizó el año en el puesto 175.
En febrero de 2001 dio la gran sorpresa cuando en su primer torneo ATP, Acasuso logra pasar la clasificación y avanzar asombrosamente hasta la final, derrotando en el camino a los preclasificados Hicham Arazi, Franco Squillari y Gastón Gaudio, apoyado por un numerosa y ruidoso grupo de amigos y familiares. En la final perdió contundentemente ante el N.º 1 del mundo Gustavo Kuerten, pero igualmente recibió la ovación del público porteño. El año continuó con su primer título challenger en la isla de Bermuda y su primera participación en un Grand Slam, perdiendo en la segunda ronda de Roland Garros. El resto del año fue menos exitoso y terminó el año por primera vez en el top 100, en el puesto 86.
En 2002, tras una irregular primera mitad de año, cuyo mayor logro fue la conquista de la Copa Mundial por Equipos junto a Guillermo Cañas, Gastón Etlis y Lucas Arnold Ker venciendo por primera vez a un top ten (en la final a Marat Safin), Acasuso tuvo una gran gira sobre el polvo de ladrillo europeo. Alcanzó semifinanles en el challenger de Prostějov, final en Biella y Brunswick antes de ganar su primer título de ATP en el Torneo de Sopot donde superó a Carlos Moyá en semifinales y Franco Squillari en la final. Inmediatamente después conquistó el challenger de San Marino y, tras perder en primera ronda del US Open, alcanza su tercera final de ATP en el Torneo de Bucarest, perdiendo ante el español David Ferrer. Su racha continuó en el Torneo de Palermo donde volvió a alcanzar la final, ganándole a Marcelo Ríos en semifinales y cayendo en el partido decisivo con el chileno Fernando González. Terminó el año en el puesto 41, figurando por primera vez en el top 50 del ranking.
2003 fue un año decepcionante, en el que las únicas actuaciones fueron la final del challenger de Biella y las semifinales del Torneo de Bucarest. Por primera vez en 5 años su ranking fue peor respecto al año anterior y terminó el año en el puesto 101.
El 2004 tuvo un buen comienzo con semifinales en los torneos de Buenos Aires y Costa do Sauipe. Una lesión le impidió jugar en Roland Garros y una racha de malos resultados parecían no enderezar su rumbo. Sin embargo, tras 6 derrotas consecutivas en primera ronda, Acasuso alcanzó la final del Torneo de Sopot en la que perdió ante el adolescente Rafael Nadal. El resultado le dio un nuevo impulso y poco después conquistó su segundo torneo ATP en Bucarest perdiendo un solo set en su camino al título. Terminó el año en el puesto 67. Ese mismo año conquistó su primer título ATP en dobles y además alcanzó otras dos finales en la modalidad.
En 2005, en la primera parte del año destacaron las semifinales en los torneos de Buenos Aires y Sankt Pölten. En Roland Garros alcanzó su mejor actuación en un torneo de Grand Slam llegando a la cuarta ronda, tras vencer al N.º 3 del mundo, Andy Roddick. Luego perdió en tres sets ante el eventual finalista, Mariano Puerta. En la segunda parte del año lo más destacado fueron los cuartos de final del Masters Series de Cincinnati finalizando por segunda vez en el top 50, en el puesto 40 del ranking mundial. Su actuación en la modalidad de dobles fue excelente, con 2 títulos de ATP en 6 finales disputadas, 5 de ellas junto a su compatriota Sebastián Prieto.

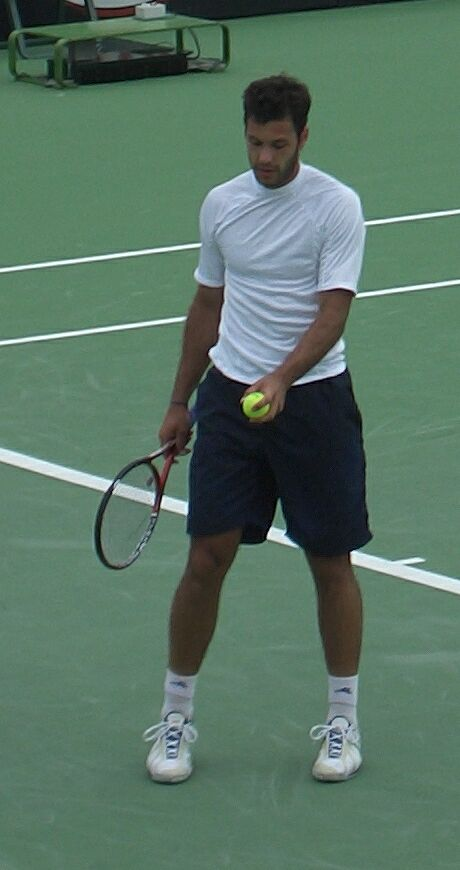
José Acasuso en el Australian Open 2006.

El 2006 arrancó de la mejor manera con su tercer título ATP en Viña del Mar derrotando en la final al local Nicolás Massú. Una semana después haría su exitoso debut en el Equipo argentino de Copa Davis con dos contundentes victorias en los individuales contra Suecia en Buenos Aires. Tras varias segundas rondas de forma consecutivas, alcanzó las semifinales de un Masters Series por primera vez en su carrera en Hamburgo, donde ganó entre otros, al N.º 5 del mundo, Ivan Ljubičić. Tras una sorpresiva derrota en Roland Garros ante Lukáš Dlouhý, alcanzó la final del Torneo de Stuttgart perdiendo en 5 sets ante el español David Ferrer. Tras una buena actuación en el Masters de Toronto, Acasuso jugó su segunda serie por Copa Davis por las semifinales ante Australia. Allí logró una maratoniana victoria en un promocionado partido ante Lleyton Hewitt (por las rispideces de este con jugadores argentino en ocasiones anteriores) en Buenos Aires, en el nuevo Estadio Parque Roca. El partido debió completarse en dos días por falta de luz y Acasuso terminó triunfando por 1-6 6-4 4-6 6-2 6-1, resultando decisivo para que Argentina alcanzase por segunda vez en su historia la final del torneo por equipos. Sin grandes actuaciones en el resto del año, la gran ocasión se presentó en la final de Copa Davis ante Rusia en Moscú. Allí, Acasuso inició como suplente. Argentina logró ponerse 2-2 gracias a las formidables actuaciones de David Nalbandián y el capitán del equipo argentino decidió sustituir a Juan Ignacio Chela en el quinto punto tras su derrota inicial ante Nikolái Davydenko. Así la responsabilidad del cierre pasó a manos de Acasuso quien realizó un gran partido ante Marat Safin pero terminó perdiendo ajustadamente en muerte súbita del cuarto set. Chucho terminó el año en el puesto 27 del ranking y alcanzó su mejor ubicación hasta el día de hoy cuando fue Nº20 del mundo a mediados de año.
El 2007 no sería el año esperado aunque igualmente se destacaron su participación en el equipo de Copa Davis que triunfó en primera ronda ante Austria y la final del Torneo de Sopot, donde perdió ante el español Tommy Robredo. Además alcanzó una final sobre canchas rápidas por primera vez en su carrera en el challenger de Andrezieux a finales año. Terminó el año en el puesto 65.
El 2008 empezó de buena forma con su inclusión en el equipo de Copa Davis para la serie de primera ronda ante Gran Bretaña. Tras ella, como ya es una costumbre, tuvo una gran actuación en el torneo de Buenos Aires, alcanzando la final en la que perdió ajustadamente en 3 sets ante David Nalbandián. La semana siguiente continuaron las buenas actuaciones y llegó a semifinales del Torneo de Acapulco donde volvió a perder ajustadamente, esta vez ante el español Nicolás Almagro. Fue convocado para el equipo de Copa Davis que enfrentará a Suecia por los cuartos de final del torneo. También en la final en la que se enfrentan al equipo Español dónde Chucho pierde el cuarto punto ante Fernando Verdasco y tal como había sucedido en la final de 2006 ante Rusia, dejó a la Argentina con las manos vacías y esperando otra oportunidad para ganar la Copa Davis. 
El jueves 23 de febrero de 2012, a los 29 años de edad, después de casi un año sin jugar en los circuitos, anunció su retiro durante el ATP de Buenos Aires de esta manera: ""Estoy orgulloso de ser parte de esta generación de tenistas que marcó el tenis argentino. Después de la operación de rodilla y de la lesión en la cadera no me sentía como antes, no podía jugar como yo quería. Y tomé la decisión luego de pensarlo mucho. Se termina la etapa más importante de mi vida y quería anunciarlo acá, en el Buenos Aires Lawn Tennis Club, la casa de los tenistas."

## Torneos ATP (8; 3+5)

### Individuales (3)

#### Títulos
| Leyenda                                              |
| Grand Slam (0)                                       |
| ATP World Tour Final (0)                             |
| ATP Masters 1000 (0)                                 |
| ATP World Tour 500 Series (0)                        |
| International Series / ATP World Tour 250 Series (3) |

| N.º | Fecha                    | Torneo       | Superficie    | Oponente en la final | Resultado   |
| --- | ------------------------ | ------------ | ------------- | -------------------- | ----------- |
| 1.  | 22 de julio de 2002      | Sopot        | Tierra batida | Franco Squillari     | 2-6 6-1 6-3 |
| 2.  | 13 de septiembre de 2004 | Bucarest     | Tierra batida | Igor Andreev         | 6-3 6-0     |
| 3.  | 30 de enero de 2006      | Viña del Mar | Tierra batida | Nicolás Massú        | 6-4 6-3     |

#### Finalista (8)
| Leyenda                                                   |
| Grand Slam (0)                                            |
| ATP World Tour Final (0)                                  |
| ATP Masters 1000 (0)                                      |
| International Series Gold / ATP World Tour 500 Series (0) |
| International Series / ATP World Tour 250 Series (8)      |

| N.º | Fecha                    | Torneo       | Superficie    | Oponente en la final | Resultado              |
| --- | ------------------------ | ------------ | ------------- | -------------------- | ---------------------- |
| 1.  | 19 de febrero de 2001    | Buenos Aires | Tierra batida | Gustavo Kuerten      | 1-6 3-6                |
| 2.  | 9 de septiembre de 2002  | Bucarest     | Tierra batida | David Ferrer         | 3-6 2-6                |
| 3.  | 23 de septiembre de 2002 | Palermo      | Tierra batida | Fernando González    | 7-5 3-6 1-6            |
| 4.  | 9 de agosto de 2004      | Sopot        | Tierra batida | Rafael Nadal         | 3-6 4-6                |
| 5.  | 17 de julio de 2006      | Stuttgart    | Tierra batida | David Ferrer         | 4-6 6-3 7-6(3) 5-7 4-6 |
| 6.  | 30 de julio de 2007      | Sopot        | Tierra batida | Tommy Robredo        | 5-7 0-6                |
| 7.  | 18 de febrero de 2008    | Buenos Aires | Tierra batida | David Nalbandián     | 6-3 6-7(5) 4-6         |
| 8.  | 2 de febrero de 2009     | Viña del Mar | Tierra batida | Fernando González    | 1-6 3-6                |

#### Clasificación en torneos del Grand Slam
| Torneo               | 2010 | 2009 | 2008 | 2007 | 2006 | 2005 | 2004 | 2003 | 2002 | 2001 | Títulos |
| -------------------- | ---- | ---- | ---- | ---- | ---- | ---- | ---- | ---- | ---- | ---- | ------- |
| Abierto de Australia | 1R   | -    | 1R   | 1R   | 1R   | 1R   | 1R   | 2R   | 2R   | -    | 0       |
| Roland Garros        | -    | 2R   | 2R   | 1R   | 2R   | 4R   | -    | 1R   | 1R   | 2R   | 0       |
| Wimbledon            | -    | 1R   | -    | -    | -    | 1R   | 1R   | 1R   | 1R   | 1R   | 0       |
| US Open              | -    | 3R   | 2R   | 2R   | 1R   | 2R   | 1R   | 1R   | 1R   | 1R   | 0       |
| Tennis Masters Cup   | -    | -    | -    | -    | -    | -    | -    | -    | -    | -    | 0       |

### Dobles (5)

#### Títulos
| Leyenda                |
| Grand Slam (0)         |
| Tennis Masters Cup (0) |
| ATP Masters Series (0) |
| ATP Tour (5)           |

| N.º | Fecha                    | Torneo       | Superficie    | Pareja           | Oponentes en la final         | Resultado    |
| --- | ------------------------ | ------------ | ------------- | ---------------- | ----------------------------- | ------------ |
| 1.  | 19 de julio de 2004      | Umag         | Tierra batida | Flávio Saretta   | Jaroslav Levinský David Škoch | 4-6 6-2 6-4  |
| 2.  | 18 de julio de 2005      | Stuttgart    | Tierra batida | Sebastián Prieto | Mariano Hood Tommy Robredo    | 7-6(4) 6-3   |
| 3.  | 12 de septiembre de 2005 | Bucarest     | Tierra batida | Sebastián Prieto | Victor Hănescu Andrei Pavel   | 6-3 4-6 6-3  |
| 4.  | 30 de enero de 2006      | Viña del Mar | Tierra batida | Sebastián Prieto | František Čermák Leoš Friedl  | 7-6(2) 6-4   |
| 5.  | 28 de enero de 2008      | Viña del Mar | Tierra batida | Sebastián Prieto | Máximo González Juan Mónaco   | 6-1 3-0 ret. |

#### Finalista (6)
| Leyenda                |
| Grand Slam (0)         |
| Tennis Masters Cup (0) |
| ATP Masters Series (0) |
| ATP Tour (5)           |

| N.º | Fecha                    | Torneo          | Superficie    | Pareja                | Oponentes en la final            | Resultado      |
| --- | ------------------------ | --------------- | ------------- | --------------------- | -------------------------------- | -------------- |
| 1.  | 12 de julio de 2004      | Amersfoort      | Tierra batida | Luis Horna            | Jaroslav Levinský David Škoch    | 0-6 6-2 5-7    |
| 2.  | 13 de septiembre de 2004 | Bucarest        | Tierra batida | Óscar Hernández       | Lucas Arnold Ker Mariano Hood    | 6-7(5) 1-6     |
| 3.  | 7 de febrero de 2005     | Buenos Aires    | Tierra batida | Sebastián Prieto      | František Čermák Leoš Friedl     | 2-6 5-7        |
| 4.  | 14 de febrero de 2005    | Costa Do Sauipe | Tierra batida | Ignacio González King | František Čermák Leoš Friedl     | 4-6 4-6        |
| 5.  | 4 de julio de 2005       | Båstad          | Tierra batida | Sebastián Prieto      | Jonas Björkman Joachim Johansson | 2-6 3-6        |
| 6.  | 3 de octubre de 2005     | Metz            | Tierra batida | Sebastián Prieto      | Michaël Llodra Fabrice Santoro   | 2-5 5-3 4-5(4) |

#### Clasificación en torneos del Grand Slam
| Torneo               | 2009 | 2008 | 2007 | 2006 | 2005 | 2004 | 2003 | Títulos |
| -------------------- | ---- | ---- | ---- | ---- | ---- | ---- | ---- | ------- |
| Abierto de Australia | 1R   | 1R   | 3R   | 1R   | -    | 1R   | 0    |         |
| Roland Garros        | CF   | 2R   | 1R   | 2R   | -    | -    | 1R   | 0       |
| Wimbledon            | -    | -    | -    | 1R   | -    | 1R   | 0    |         |
| US Open              |      | 2R   | 1R   | 2R   | 1R   | 1R   | 0    |         |
| Tennis Masters Cup   |      | -    | -    | -    | -    | 0    |      |         |

## Torneos Challenger (4)

### Individuales

#### Títulos (4)
| N.º | Fecha      | Torneo                       | Superficie    | Oponente en la final | Resultado   |
| --- | ---------- | ---------------------------- | ------------- | -------------------- | ----------- |
| 1.  | 16.04.2001 | Challenger de Bermuda        | Arcilla       | David Sánchez        | 7-6(4) 6-1  |
| 2.  | 29.07.2002 | Challenger de San Marino     | Tierra batida | Albert Portas        | 3-6 6-3 6-2 |
| 3.  | 26.04.2010 | Challenger de Túnez          | Tierra batida | Daniel Brands        | 6-3 6-4     |
| 4.  | 11.04.2011 | Challenger de Santa Catarina | Tierra batida | Marcelo Demoliner    | 6-2 6-2     |

#### Finalista (5)
| N.º | Fecha      | Torneo                   | Superficie    | Oponente en la final | Resultado      |
| --- | ---------- | ------------------------ | ------------- | -------------------- | -------------- |
| 1.  | 13.11.2000 | Challenger de Montevideo | Tierra batida | Guillermo Coria      | 3-6 7-6(9) 2-6 |
| 2.  | 10.06.2002 | Challenger de Biella     | Tierra batida | Dominik Hrbatý       | 4-6 7-6(4) 4-6 |
| 3.  | 17.06.2002 | Challenger de Brunswick  | Tierra batida | David Sánchez        | 1-5 ret.       |
| 4.  | 09.06.2003 | Challenger de Biella     | Tierra batida | Filippo Volandri     | 6-2 6-7(4) 4-6 |
| 5.  | 15.10.2007 | Challenger de Andrezieux | Dura          | Thierry Ascione      | 6-7(6) 6-2 2-6 |

## Copa Davis
Debutó en la Copa Davis defendiendo los colores de Argentina cuando venció a Thomas Johansson por 6-1 6-1 6-3 el 10 de febrero de 2006. Junto a sus compañeros de equipo, lograron ser finalistas de la Copa Davis 2006 cuando Argentina cayó ante Rusia por 3-2 y en la recordada edición 2008, jugada en Mar del Plata, cayendo 3-1 ante España. En ambas finales, a Acasuso le tocó jugar el partido definitorio.
Su récord en la competición es de 5 victorias y 3 derrotas.